# Rutu Modan
Rutu Modan, född 1966, är en israelisk illustratör och serieskapare. Hon är författare och tecknare till den kritikerhyllade serieromanen Exit Wounds (2007). Modans serier publiceras i sin originalversion i Nordamerika och på engelska. 

## Biografi
Rutu Modan är utbildad vid Bezalel Academy of Art and Design i Jerusalem, och startade efter sin examen fanzingruppen Actus Tragicus. Modan mottog pris för Young Artist of the Year 1997 i Israel och The Best Illustrated Children's book Award från Israel Museum 1998.
Hon belönades för sin konstnärliga verksamhet av Israel Cultural Excellence Foundation 2005, och serieromanen Exit Wounds vann Eisnerpriset 2008. Hennes serieromaner är översatta till en mängd olika språk, och 2016 kom hennes The Property ut i svenska översättning under titeln Egendomen. Utgåvan vann Urhunden för 2016 års bästa seriebok översatt till svenska.
Modan är verksam i Tel Aviv, där hon bor med sin man och parets två barn.